# Film Cafe
Film Cafe este un canal de televiziune ce difuzează filme și aparține de AMC Networks International. Canalul a transmis în trecut inclusiv seriale ca Glee, Cum am cunoscut-o pe mama voastră, Cercul complet și Vrăjitoarele din East End. În prezent difuzează doar filme.
Canalul a primit o nouă identitate vizuală din 18 mai 2015. Logo-ul s-a schimbat, iar textele “Film” și “Cafe” sunt amândouă dezlegate. De asemenea, culoarea logoului a devenit albastră.
O versiune HD a canalului a fost lansată pe 12 iunie 2020 momentan disponibilă la Vodafone România.
Din 2022 Film Cafe și-a schimbat din nou identitatea vizuală.

## Romantica
Romantica a fost o televiziune internațională de telenovele lansată de Zone Vision în 1998 in Polonia si pe 1 septembrie 2000 in România. În aprilie 2007 televiziunea a fost relansată în România intr-un joint-venture cu Realitatea Media, pana in 2009 cand Chello Zone a preluat controlul total.
Canalul a fost înlocuit cu CBS Drama în 2009 în Marea Britanie și în 2012 în Polonia, iar cu Film Cafe în iulie 2012 în Ungaria și pe 1 decembrie 2012 în România.